# Szilágyi Tibor (orvos, 1967)
Szilágyi Tibor (Kolozsvár, 1967. január 31. –) erdélyi magyar orvosi szakíró, egyetemi tanár. Szilágyi Pál matematikus fia.

## Életútja, munkássága
Középiskoláit szülővárosában a 3. sz. Matematika–Fizika Líceumban (1981–1985), egyetemi tanulmányait a marosvásárhelyi OGYI Általános Orvosi Karán végezte, ahol 1992-ben szerzett orvosi oklevelet. 2001-ben nyerte el az orvostudomány doktora fokozatot. Ugyanott az Élettani Tanszéken 1993-tól gyakornok, 1996-tól tanársegéd, 2000-től egyetemi adjunktus, 2004-től egyetemi előadó, 2009-től egyetemi tanár.
Kutatási területe az idegélettan: az agykéregre jellemző szinaptikus kölcsönhatások és az idegsejtek információfeldolgozó-képességének vizsgálata kísérletes és számítógépes modellezési módszerekkel. Eredményeit 18 dolgozat formájában hazai (Revista de Medicină şi Farmacie – Orvosi és Gyógyszerészeti Szemle, EME Orvostudományi Értesítő) és külföldi lapokban (Hippocampus, Cell. Mol. Neurobiol., J. Physiol., Neurobiology, European J. of Neuroscience) közölte. 28 dolgozatának kivonata összefoglaló kötetekben jelent meg.
Tanulmányúton volt a Szegedi Biológiai Kutatóközpontban a Molekuláris Neurobiológiai Kutatócsoportnál (11 hónap), az Oxfordi Medical Research Council, Anatómiai és Neurofarmakológiai Intézetben (1994–99 között, évente 2–6 hónap), az Antwerpeni Egyetem orvosi részlegének Neurobiológiai kutatóközpontjában (2000–2004 között, évente 3 hónap).
2003-tól tagja, 2004-től titkára a Román Élettani Társaságnak; 1997-től tagja, 2002-től jegyzője az EME Orvos- és Gyógyszerésztudományi Szakosztályának; alapító tagja a Román Idegtudományi Társaságnak (2000), tagja az MTA külső köztestületének (2002) és Kolozsvári Akadémiai Bizottságának (2007).
Felelős szerkesztője az EME Orvostudományi Értesítőnek (2002-től), szerkesztőbizottsági tagja a Revista de Medicină şi Farmacie – Orvosi és Gyógyszerészeti Szemlének.

## Kötetei
- Élettan. Az idegrendszer (Marosvásárhely, 2005)
- Modelarea computerizată a celulelor nervoase (Marosvásárhely, 2008)

## Díjak, elismerések
- Pápai Páriz Ferenc-díj (2005)
- Magyar Érdemrend lovagkeresztje polgári tagozat (2019)[1]